# Tiro ai Giochi della V Olimpiade - Pistola militare a squadre
La competizione della pistola militare a squadre  di tiro a segno ai Giochi della V Olimpiade si tenne dal 29 giugno al 3 luglio 1912 a Kaknäs, Djurgården, Stoccolma. 

## Risultati
Distanza 30 metri. 4 tiratori per squadra. 30 colpi divisi in 6 serie di 5 colpi ciascuna. Furono validi i colpi andati a bersaglio, in caso di parità di bersagli colpiti furono validi i punti.
| Pos.    | Nazioni     | Atleti                     | Punti             | Punti            |
| Pos.    | Nazioni     | Atleti                     | Punti Individuali | Bersagli (Punti) |
| ------- | ----------- | -------------------------- | ----------------- | ---------------- |
| Oro     | Svezia      | Eric Carlberg              | 290               | 120 (1145)       |
| Oro     | Svezia      | Vilhelm Carlberg           | 287               | 120 (1145)       |
| Oro     | Svezia      | Hübner von Holst           | 284               | 120 (1145)       |
| Oro     | Svezia      | Paul Palén                 | 284               | 120 (1145)       |
| Argento | Russia      | Amos Kash                  | 281               | 118 (1091)       |
| Argento | Russia      | Nikolaj Mel'nickij         | 273               | 118 (1091)       |
| Argento | Russia      | Pavel Voyloshnikov         | 270               | 118 (1091)       |
| Argento | Russia      | Georgy Panteleymonov       | 267               | 118 (1091)       |
| Bronzo  | Regno Unito | Hugh Durant                | 456               | 117 (1107)       |
| Bronzo  | Regno Unito | Albert Kempster            | 452               | 117 (1107)       |
| Bronzo  | Regno Unito | Charles Stewart            | 435               | 117 (1107)       |
| Bronzo  | Regno Unito | Horatio Poulter            | 461               | 117 (1107)       |
| 4       | Stati Uniti | Al Lane                    | 292               | 117 (1097)       |
| 4       | Stati Uniti | Reginald Sayre             | 273               | 117 (1097)       |
| 4       | Stati Uniti | Walter Winans              | 271               | 117 (1097)       |
| 4       | Stati Uniti | John Dietz                 | 261               | 117 (1097)       |
| 5       | Grecia      | Konstantinos Skarlatos     | 283               | 115 (1057)       |
| 5       | Grecia      | Iōannīs Theofilakīs        | 275               | 115 (1057)       |
| 5       | Grecia      | Frangiskos Mavrommatis     | 273               | 115 (1057)       |
| 5       | Grecia      | Georgios Petropoulos       | 226               | 115 (1057)       |
| 6       | Francia     | Edmond Sandoz              | 285               | 113 (1041)       |
| 6       | Francia     | Charles de Jaubert         | 275               | 113 (1041)       |
| 6       | Francia     | Georges de Créqui-Montfort | 259               | 113 (1041)       |
| 6       | Francia     | Maurice Faure              | 222               | 113 (1041)       |
| 7       | Germania    | Benno Wandollek            | 256               | 102 (890)        |
| 7       | Germania    | Gerhard Bock               | 233               | 102 (890)        |
| 7       | Germania    | Georg Meyer                | 216               | 102 (890)        |
| 7       | Germania    | Heinrich Hoffmann          | 195               | 102 (890)        |